# 서부흰눈썹긴팔원숭이

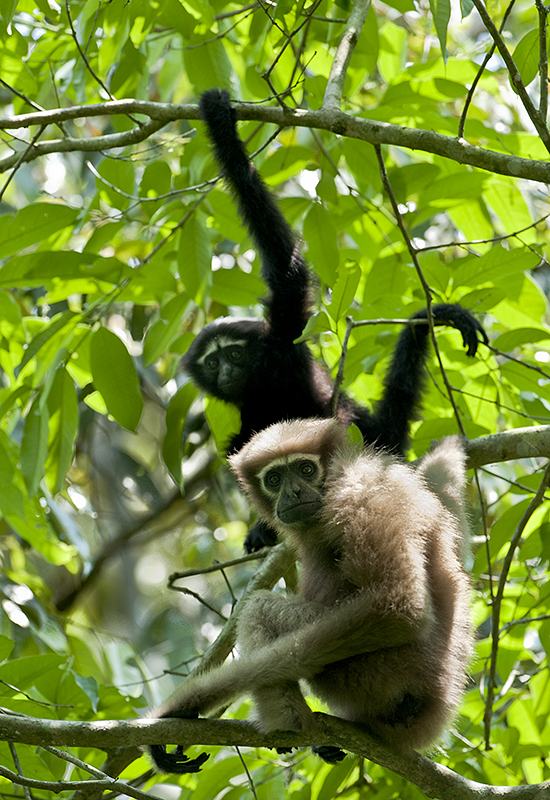

서부흰눈썹긴팔원숭이 (학명, Hoolock hoolock)는 긴팔원숭이과의 영장류다. 이 종은 아삼 주와 방글라데시 그리고 친뒨강의 미얀마 서부에서 발견된다.

## 분류
무트닉(Mootnick)과 그로브스(Groves)는 부노피테쿠스속(Bunopithecus)이라는 이름은 더 이상 유효하지 않다고 밝히고, 훌록속(Hoolock)이라는 새로운 속으로 분류하였다. 이 속은, 이전에는 아종으로 생각되었던 2개의 독특한 종 Hoolock hoolock과 Hoolock leuconedys을 포함하여 논쟁이 되었었다.

## 습성
이들은 인도와 방글라데시에서, 활엽수로 덮여 하늘이 가려지는 우기 상록수와 준-상록수 숲에서 발견된다. 이 종들은 대표적인 씨앗을 퍼트리는 동물의 하나이다; 이들의 먹이는 주로 꽃 일부와 잎, 관목 등과 함께 익은 과일이다.

## 보존
야생에서 서부흰눈썹긴팔원숭이에게는 수많은 위협이 있고, 그 생존 여부는 이제 전적으로 인간의 행동에 달려 있다. 그 위협에는 인간에 의한 서식지 잠식, 차 재배를 위한 산림 벌채, "주밍"(jhuming, 화전(火田) 개간에 의한 재배) 풍습, 음식과 의약품을 위한 사냥, 밀매를 위한 포획, 산림 황폐화 등이 포함된다.
최근 30-40년 동안, 서부흰눈썹긴팔원숭이의 수는 10만 마리 이상(아삼 주에서만, 1970년대 초에 약 8만 마리로 추산했었다)에서 5천 마리로 줄어들었다(90% 이상 감소)